# Ulvi (Rägavere)
Koordinaten: 59° 20′ N, 26° 38′ O

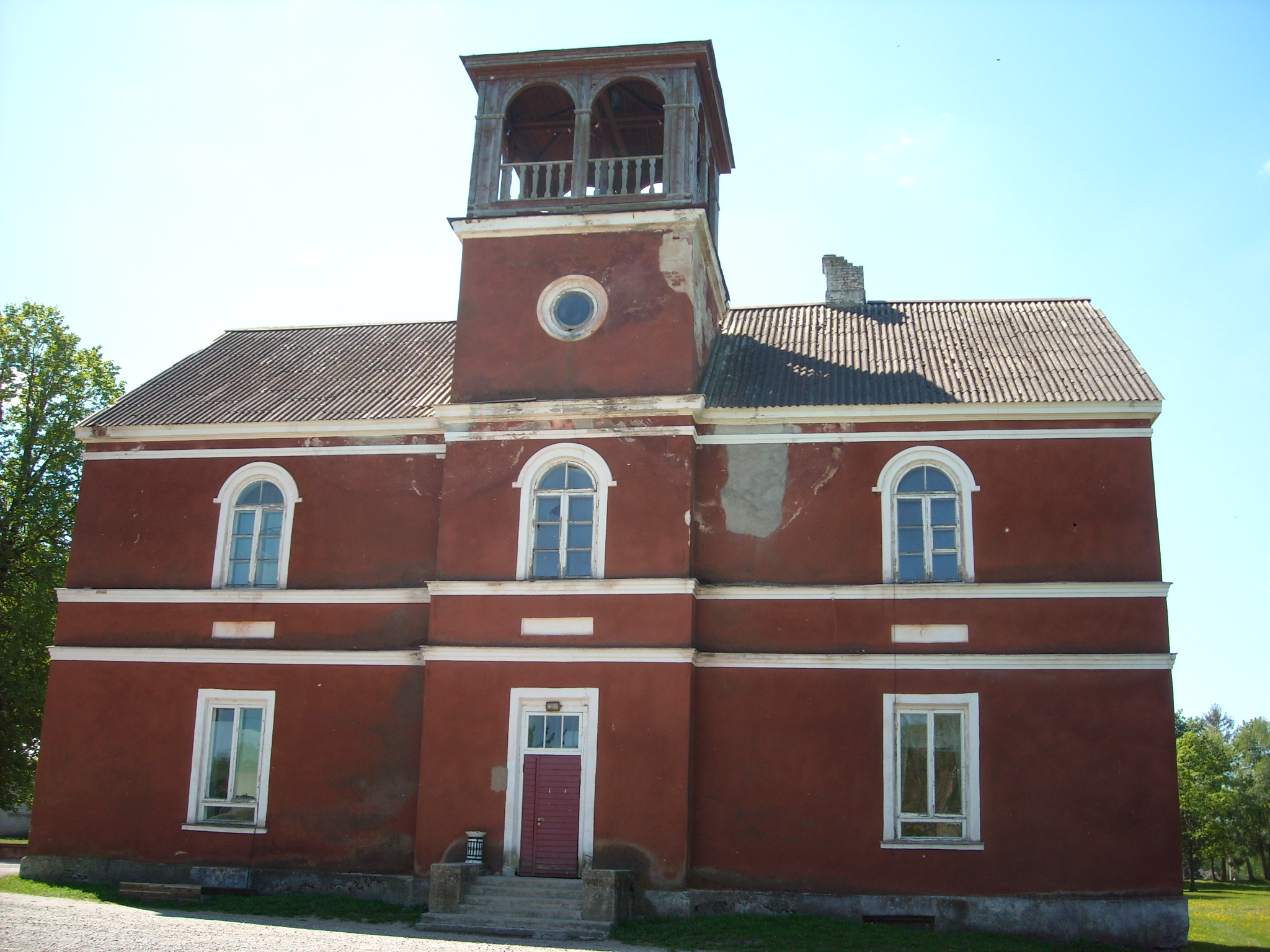
Gutshaus von Ulvi

Ulvi (deutsch Oerthen) ist ein Dorf (estnisch küla) in der Landgemeinde Vinni (bis 2017 Landgemeinde Rägavere). Es liegt im Kreis Lääne-Viru (West-Wierland).

## Beschreibung und Geschichte
Ulvi liegt 15 Kilometer östlich der Stadt Rakvere (Wesenberg) am Kunda-Fluss. Das Dorf hat 341 Einwohner (Stand 1. Januar 2010). Ulvi ist das Verwaltungszentrum der Landgemeinde Rägavere.
Der Ort liegt nahe der nördlich verlaufenden Bahnstrecke zwischen Tallinn und der damaligen russischen Hauptstadt Sankt Petersburg. Die Bahntrasse wurde in den 1870er Jahren eingeweiht. Sie spielte für die wirtschaftliche Entwicklung der Region eine große Rolle.
Im Südosten erstreckt sich das weiträumige Sumpfgebiet Sirtsusoo, das sich bis zum Peipussee hinzieht.
1723 besuchte die junge russische Prinzessin Elisabeth, die Tochter Zar Peters des Großen, Ulvi.

## Gut Ulvi

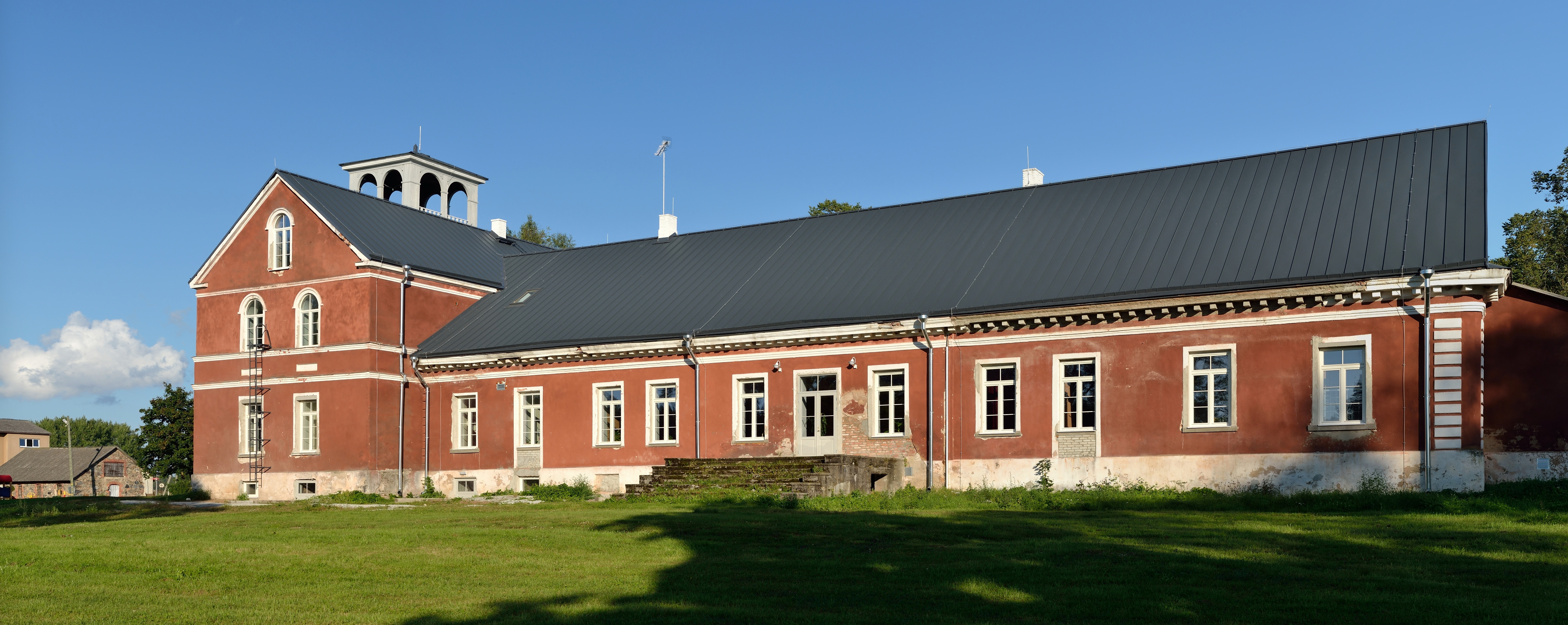
Gutshaus von Ulvi

Das Rittergut von Ulvi wurde erstmals 1489 urkundlich erwähnt. Der Ort hieß zunächst Oehrten nach einem heute ausgestorbenen Adelsgeschlecht. Den estnischen Namen Ulvi bekam er 1551 nach dem Besitzer Hinrich Wulff.
Im 18. Jahrhundert gehörte das Gut zur Familie Clapier de Colongue. 1803 ging es in das Eigentum der adligen deutschbaltischen Familie von Winkler über. Letzter Eigentümer der Ländereien vor der Enteignung im Zuge der estnischen Landreform von 1919 war Alexander von Winkler. Er behielt anschließend den Kern des Gutes mit dem historischen Herrenhaus bis zur Umsiedlung der Deutschbalten 1939.
Das heutige Herrenhaus entstand wahrscheinlich in zwei Bauabschnitten. Das eingeschossige Herrenhaus aus Stein wurden um die Wende vom 18. zum 19. Jahrhundert errichtet. 1880/81 gestaltete es der Architekt Friedrich Modi im Stil des Historismus um. Er fügte ein zweigeschossiges Nebengebäude an. Auf dessen Mittelachse wurde offener Turm mit Balkon im Stil der Neorenaissance hinzugefügt. Heute befindet sich in den Herrenhaus die Gemeindeverwaltung der Landgemeinde Rägavere.
Um das Herrenhaus befinden sich zahlreiche historische Nebengebäude aus verschiedenen Epochen.